# Mendoza (Panamá)
Mendoza es un corregimiento del distrito de La Chorrera en la provincia de Panamá Oeste, República de Panamá. La localidad tiene 1517 habitantes (2023).
El corregimiento fue creado el 2 de junio de 1927 y se le dio dicho nombre en honor de Carlos Mendoza, abogado y político de filiación liberal quien fue ministro de Justicia en el gobierno de 1904 y Presidente Interino en 1908 a la muerte del Presidente De Obaldía. El corregimiento limita al norte con el Lago Gatún, al sur con el corregimiento de Herrera, al este con el corregimiento de La Represa y al oeste con el corregimiento de Amador.